# Yoo In-na
Yoo In-na (Seongnam, Gyeonggi; 5 de junio de 1982) es una actriz y disc-jockey surcoreana. Después de participar en el reparto de High Kick! Through the Roof y en la afamada Secret Garden, alcanzó fama al protagonizar Queen In-hyun's Man y posteriormente como parte del reparto de My Love from the Star, Goblin, Un lugar en tu corazón. Fue coprotagonista en Guardian: The Lonely and Great God, una de las más exitosas series de Corea del Sur emitida en un canal de cable.

## Biografía
En junio del 2012 se anunció que estaba saliendo con el actor Ji Hyun-woo, sin embargo en mayo del 2014 a través de sus agencias anunciaron que habían terminado.

## Carrera
A los 16 años de edad se unió a una agencia de entretenimiento como aprendiz de cantante en 1998, y estuvo cerca de convertirse en parte de un girl group. Pero luego de 11 años y cinco diferentes agencias no logró ser reconocida. Dijo que tuvo dificultades memorizando las coreografías requeridas para cantantes de K-pop, y después de practicar durante ocho horas diarias, seis días a la semana finalmente se resignó a no convertirse en idol.
En 2006, se unió a YG Entertainment como aspirante a actriz. Mencionó que, "si el canto no pudo ser, me decidí por darle una oportunidad a la actuación porque parecía divertido. Jamás me rendí. Muchos de mis amigos lo hicieron, creo, aun pienso que ellos eran mucho más capaces que yo". Su primera actuación notable se dio en el sitcom de 2009 High Kick Through The Roof de MBC. Seguido por varios personajes de reparto, destacándose en el drama de 2010 Secret Garden, por el cual recibió el premio a mejor actriz nueva de los Baeksang Arts Awards, y como la segunda protagonista femenina en la comedia romántica de las hermanas Hong The Greatest Love.
Fue también MC para TV Entertainment Tonight desde el 3 de marzo de 2011 hasta el 4 de junio de 2012, que la llevaría a consagrarse como la ganadora del Best Variety Entertainer en los SBS Entertainment Awards.
Yoo es dj en el programa de radio Let's Crank Up the Volume, el más escuchado de su horario tanto en AM como en FM.
Realizó un dúo con Humming Urban Stereo en 2011, el sencillo digital "You, That Day" (넌 그날).
También participó en el soundtrack de la película de 2011 My Black Mini Dress junto a sus compañeras de elenco Yoon Eun-hye, Park Han-byul, y Cha Ye-ryun.
Durante el 2012 obtuvo su primer protagónico en el drama de tvN Queen In-hyun's Man.
Posteriormente se unió al elenco de You're the Best, Lee Soon-shin, y como la antagonista en el drama de fantasía y romance My Love from the Star. Debido a la popularidad de My Love from the Star en China, protagonizó junto a Godfrey Gao en el drama Chino de 2014  Wedding Bible (cuyo director Heo In-moo previamente había dirigido a Yoo en My Black Mini Dress).
El 5 de marzo de 2014, se convirtió en la nueva presentadora de Get It Beauty. Más tarde ese año, protagonizó la serie de comedia romántica y misterio My Secret Hotel.
En 2016, protagonizó la comedia romántica One More Happy Ending, seguido por el drama de fantasía Guardian: The Lonely and Great God.
En noviembre del 2019 se anunció que se había unido al elenco de la película New Year's Eve.
En junio de 2020 se anunció que se había unido al elenco principal de la serie The Spies Who Loved Me (también conocida como "The Spy Who Loved Me"), donde da vida a Kang Ah-reum.
En 2023 volvió a la comedia romántica con el papel protagonista de Bo-ra! Deborah (ENA), una escritora de éxito y consultora en la prerparación de citas para las mujeres.

## Filmografía

### Series
| Año     | Título                             | Rol                         | Canal        | Ref.          |
| ------- | ---------------------------------- | --------------------------- | ------------ | ------------- |
| 2009-10 | High Kick Through The Roof         | Yoo In-na                   | MBC          |               |
| 2010    | Secret Garden                      | Min Ah-young                | SBS          |               |
| 2011    | The Greatest Love                  | Kang Se-ri                  | MBC          |               |
| 2011    | Birdie Buddy                       | Lee Gong-sook               | tvN          |               |
| 2012    | Queen In-hyun's Man                | Choi Hee-jin                | tvN          |               |
| 2013    | You Are the Best!                  | Lee Yoo-shin                | KBS2         |               |
| 2013-14 | Potato Star 2013QR3                | Mujer Jogging (Cameo, ep.4) | tvN          |               |
| 2013-14 | My Love from the Star              | Yoo Se-mi                   | SBS          |               |
| 2014    | My Secret Hotel                    | Nam Sang-hyo                | tvN          |               |
| 2015    | The Secret Message                 | Amy                         | Naver        |               |
| 2016    | One More Happy Ending              | Go Dong-mi                  | MBC          |               |
| 2016-17 | Guardian: The Lonely and Great God | Kim Sun (Sunny)             | tvN          |               |
| 2018    | Top Star U-back                    | cameo, ep 5                 | tvN          |               |
| 2019    | Touch Your Heart                   | Oh Yung Seo                 | tvN          |               |
| 2020    | Falling Asleep Next to You         | -                           | (audiodrama) | [ 30 ]        |
| 2020    | The Spies Who Loved Me             | Kang Ah-reum                | MBC          | [ 31 ]        |
| 2021-22 | Snowdrop                           | Dra. Kang Chung-ya          | jTBC         | [ 32 ] [ 33 ] |
| 2023    | Bo-ra! Deborah                     | Yeon Bo-ra/Deborah          | ENA          | [ 29 ] [ 34 ] |

### Películas
| Año  | Título                          | Rol                   |
| ---- | ------------------------------- | --------------------- |
| 2010 | The Fair Love                   | Jin-jee               |
| 2011 | Little Black Dress              | Min-hee               |
| 2012 | Love Fiction                    | Soo-jung / Kyung-sook |
| 2020 | New Year Blues (New Year's Eve) | Hyo-young             |

### Programas de entretenimiento
| Año             | Título                                | Rol                     | Canal       |
| --------------- | ------------------------------------- | ----------------------- | ----------- |
| 2010-2011       | Heroes                                | Elenco                  | SBS         |
| 2011-2012       | TV Entertainment Tonight              | MC                      | SBS         |
| 2011-2016       | Yoo In-Na's Let's Crank Up the Volume | DJ                      | KBS Cool FM |
| 2013            | Little Big Hero                       | narradora de documental | tvN         |
| 2014            | Get It Beauty                         | MC                      | OnStyle     |
| 2015            | Fashion King Korea (Season 3)         | MC                      | SBS         |
| 2019            | Funding Together                      | miembro                 | MBC         |
| 2020            | 7.7 Billion Love                      | miembro                 | JTBC        |
| 2021 - presente | Phone Cleansing                       | miembro                 | MBC         |

### Vídeos musicales
| Año  | Canción           | Artista              |
| ---- | ----------------- | -------------------- |
| 2010 | "Tell Me Goodbye" | Big Bang (banda)     |
| 2010 | "In My Head"      | Brian Joo            |
| 2011 | "You, That Day"   | Humming Urban Stereo |

## Premios y nominaciones
| Año  | Premio                                   | Categoría                                      | Nominación                         | Resultado |
| ---- | ---------------------------------------- | ---------------------------------------------- | ---------------------------------- | --------- |
| 2011 | 1st Olleh-Lotte Smartphone Film Festival | Premio Especial (con Narsha)                   | Uninvited Guest                    | Ganadora  |
| 2011 | 47th Baeksang Arts Awards                | Mejor actriz nueva de TV                       | Secret Garden                      | Ganadora  |
| 2011 | 4th Korea Drama Awards                   | Mejor Actriz de reparto                        | Secret Garden, The Greatest Love   | Nominada  |
| 2011 | 5th SBS Entertainment Awards             | Mejor participación en programas de variedades | TV Entertainment Tonight           | Ganadora  |
| 2011 | 30th MBC Drama Awards                    | Mejor Actriz nueva de Miniseries               | The Greatest Love                  | Nominada  |
| 2012 | 1st APAN Star Awards                     | Premio a la estrella en ascenso                | Queen In-hyun's Man                | Ganadora  |
| 2013 | 27th KBS Drama Awards                    | Mejor Actriz de reparto                        | You're the Best, Lee Soon-shin     | Nominada  |
| 2013 | 8th Asia Model Festival Awards           | BBF Pop Star Award                             | rowspan="2" NA                     | Ganadora  |
| 2014 | 7th Style Icon Awards                    | Top 10 Iconos de estilo                        | rowspan="2" NA                     | Nominada  |
| 2014 | 13th KBS Entertainment Awards            | Mejor DJ de Radio                              | Let's Crank Up the Volume          | Ganadora  |
| 2017 | 5th Annual DramaFever Awards             | Mejor Actriz de reparto                        | Guardian: The Lonely and Great God | Ganadora  |
| 2017 | 10th Korea Drama Awards                  | Mejor Actriz de reparto                        | Guardian: The Lonely and Great God | Nominada  |
| 2017 | 3rd Fashionista Awards                   | Mejor Fashionista –División de TV & películas  | Guardian: The Lonely and Great God | Nominada  |
| 2019 | Female Excellence Award                  | Korea Drama Award                              | Touch Your Heart                   | pendiente |